# Igreja Matriz de Mira - Séc. XVII

Igreja Matriz de Mira

O Igreja Matriz de Mira é uma igreja situada na Vila de Mira, distrito de Coimbra,Portugal.
Está classificado como Imóvel de Interesse Público. Decreto n.º 47 508, DG, I Série, n.º 20, de 24-01-1967 Aqui

## Características
Situada no centro da localidade de Mira, junto ao largo do Pelourinho, a igreja de São Tomé veio substituir o primitivo templo da paróquia, localizado numa zona mais afastada (CORREIA, GONÇALVES, 1952), facto que aconteceu na última década do século XVII, conforme atesta a inscrição patente sobre a porta de entrada - ESTA IGREIA / FOI FVNDADA / NA ERA DE 1690 -, por ordem do Bispo D. João de Melo, em 1688 (IDEM, Ibidem). 
A sua arquitetura denota grande austeridade, contrastando vivamente com o interior do templo, cuja decoração foi progressivamente enriquecida através de retábulos de talha dourada, de inúmeras imagens de épocas diferenciadas (século XV-XVIII) e, principalmente, do revestimento de painéis de azulejo com representações de cenas da Paixão, que conferem ao conjunto uma dinâmica decorativa barroca e rococó. 
Na realidade, as intervenções prolongaram-se até ao século XIX, e parte da torre que ladeia a frontaria, bem como as janelas e a empena desta última são já obra oitocentista. Destaca-se, na fachada principal, o nicho definido por volutas, que exibe a imagem pétrea do Padre Eterno, parte integrante de uma representação da Santíssima Trindade quinhentista, mas que chegou até nós fragmentada. 
O interior, de nave única, apresenta dois altares colaterais e igual número de capelas laterais. Os seus retábulos são, tal como o da capela-mor, de talha dourada, integrando-se no denominado estilo nacional ou barroco pleno (à exceção do do lado da Epístola, que é mais tardio). O teto em caixotões, é uma obra setecentista. 
Os painéis de azulejo recortado, que revestem a nave, foram executados já na segunda metade do século XVIII (c. 1770) (SIMÕES, 1979, p. 151), muito possivelmente por uma oficina de Coimbra (CORREIA, GONÇALVES, 1952). Foram pintados a azul e branco mas, na zona superior, observam-se flores policromadas. A composição das molduras denuncia o gosto rococó, próprio da época, bem presente nos concheados e delicadeza do desenho. Os painéis ilustram os diferentes passos da Paixão de Cristo, num desenho de boa qualidade, representando-se, por vezes, várias cenas numa mesma composição. Nas cartelas inferiores, as legendas em português ajudam a identificar e a evidenciar o sentido das imagens, de forma a tornar clara a sua mensagem catequética. 
Por sua vez, também a capela de Nossa Senhora de Fátima apresenta um conjunto de azulejos da mesma campanha, onde foram retratados episódios marianos e a Última Ceia. Curiosamente, o orago do templo não se encontra representado neste programa, que deu preferência às cenas da Paixão. A iconografia de São Tomé é, por isso mesmo, bastante reduzida, circunscrevendo-se à imaginária - escultura do século XV representando o santo vestido de apóstolo (CORREIA, GONÇALVES, 1952). De facto, Tomé era um pescador da Galileia que se tornou discípulo de Jesus, sendo habitualmente recordado pela incredulidade que manifestou sobre a Ressurreição de Cristo. Poder-se-á entender a escolha da Paixão neste âmbito? 
Rosário Carvalho in https://servicos.dgpc.gov.pt/pesquisapatrimonioimovel/detalhes.php?code=74801